# Gnarly buttons
Gnarly buttons is een compositie van John Adams.

## Inleiding
Het werk is geschreven voor klarinet en ensemble. Adams vertelde in de uitgave op Nonesuch Records, dat alhoewel de klarinet zijn eigen muziekinstrument is, hij er nooit bij stil gestaan had een werk voor dat instrument te schrijven tot 1995/1996. Adams groeide op met de klarinet, zijn vader was klarinettist in diverse variétéorkesten in New England. Het werd eindeloos oefenen om de techniek, maat, ritme en het embouchure onder de knie te krijgen. Als voorbeeld gold de klarinettist Benny Goodman, niet alleen vanwege zijn jazzmuziek maar ook de uitvoering van hem van het Klarinetconcert van Wolfgang Amadeus Mozart, waarvan destijds een hoog geachte uitvoering op plaat verscheen met het Boston Symphony Orchestra. Later op en vanaf de High School begon ook andere klarinetmuziek zijn aandacht te trekken, ondertussen speelde Adams in de schoolband. Doordat zijn vader door de Ziekte van Alzheimer steeds meer nadruk legde op dat instrument werd het voor Adams zelf een soort obsessie, die (gedeeltelijk) verdween bij het overlijden van zijn vader.
Gnarly buttons verwijst naar knoestknoppen (gnarly) aan bomen (en vervolgens meegenomen in houtproducten) en buttons (in de 20e eeuw was het drukken op knoppen nodig om door het leven te komen). Hij vertaalde het naar het kleppen- en polsterwerk op de klarinet. Hij haalde voor de toch wel dansbare muziek inspiratie uit zijn eigen The chairman dances voor zijn opera Nixon in China, dat ook wel los van die opera gespeeld wordt.
Het werk kent de driedelige opbouw van een klassiek concerto:
- The perilous shore (verwijst naar protestantse hymne met de gelijke titel)
- Hoedown
- Put your loving arms around me (een liefdesliedje).

Adams schreef het voor een soloklarinet, althobo, fagot, trombone, banjo en mandoline en gitaar, 2 synthesizers (I ook piano), eerste viool, tweede viool, altviool, cello en contrabas, aangevuld met samples van andere muziekinstrumenten. De snaarinstrumenten dienen de folkachtige opzet te benadrukken.
De opdracht voor het werk kwam het London Sinfonietta en het ensemble Present Music uit Milwaukee; de eerste gaf op 19 oktober 1996 met solist Michael Collins de première in de Queen Elizabeth Hall in Londen. Na die première bracht de Belgische klarinettist Pierre Woudenberg het al snel naar België (Antwerpen) en Nederland (Haarlem, Amsterdam, Utrecht, Tilburg, Den Haag); Adams dirigeerde daarbij vaak zelf het Schönberg Ensemble; in Tilburg en Den Haag was Jurjen Hempel dirigent. (februari 1997). Volgens Boosey & Hawkes is het daarna ten minste 200 keer uitgevoerd.